# Saba Boru
Saba Boru est un woreda du sud de l'Éthiopie, situé dans la zone Guji de la région Oromia.
Saba Boru figure en tant que woreda de la zone Guji sur une carte de 2015. Il y est entouré des woredas Odo Shakiso, Wadera, Goro Dola, Arero et Malka Soda et comprend trois agglomérations : Hiyadima, Kenticha et Dawa.
Saba Boru n'est pas mentionné en 2006 dans l'Atlas of the Ethiopian Rural Economy, son futur territoire faisant alors partie du woreda Odo Shakiso.
Il est absent également du recensement de 2007. Hiyadima, Kenticha et Dawa figurent dans le recensement mais comme localités d'Odo Shakiso.
Saba Boru se détache vraisemblablement d'Odo Shakiso entre 2008 et 2014.
Une carte à fin 2021 indiquerait une nouvelle subdivision de Saba Boru en deux woredas après 2015[réf. souhaitée].